# Giulietta e Romeo (commedia musicale)

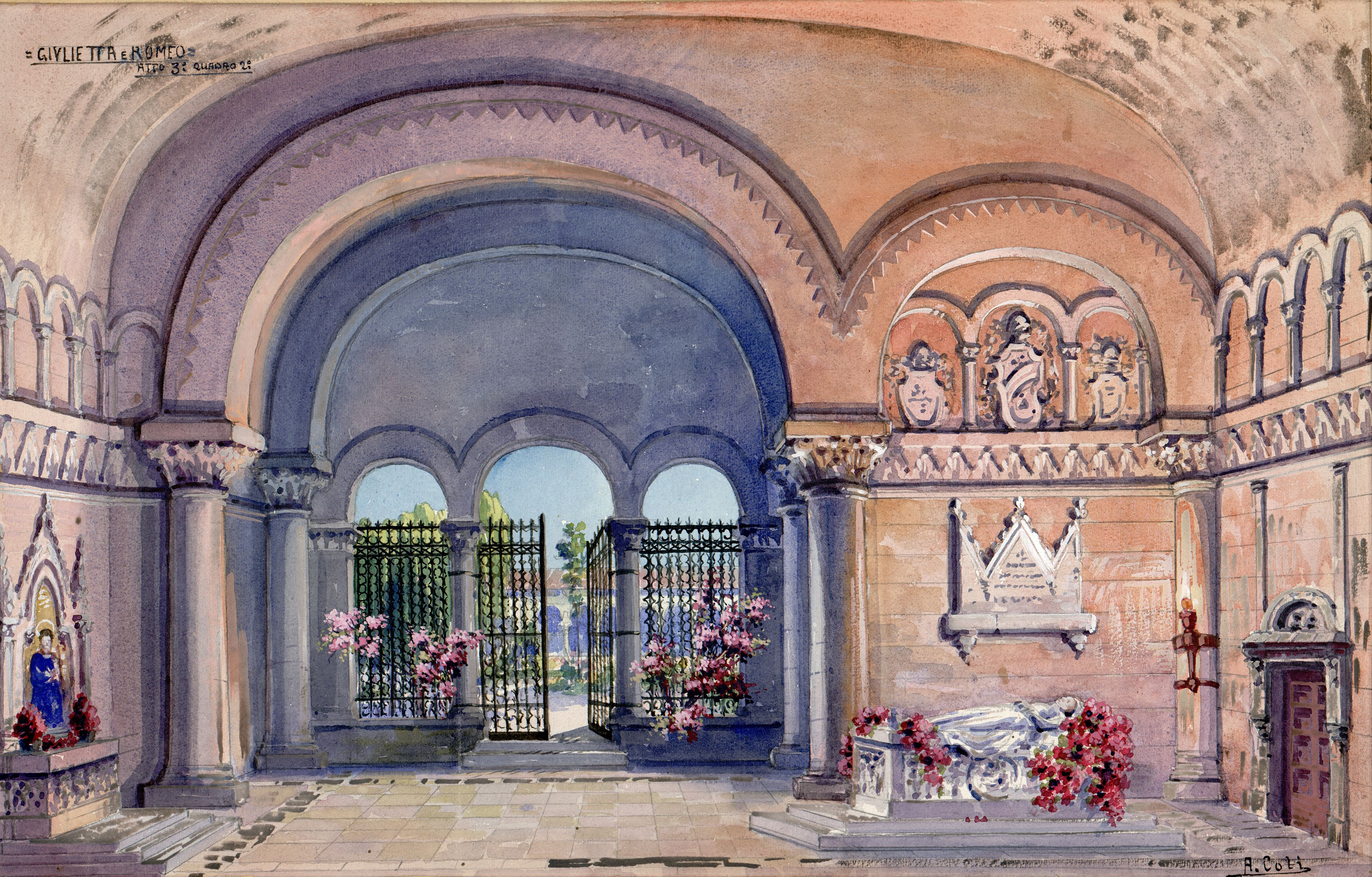
Chiostro del Convento (Cappella dei Capuleti), bozzetto per Giulietta e Romeo atto 3 scena 2 (s.d.). Archivio Storico Ricordi

Giulietta e Romeo è un'opera popolare (per espressa dichiarazione dell'autore della musica non deve essere considerato un musical) con musiche di Riccardo Cocciante e testi di Pasquale Panella, tratto dalla novella del vicentino Luigi Dalla Porta. La regia dello spettacolo è di Sergio Carrubba della Danny Rose di Parigi.

## Caratteristiche
Lo spettacolo segna il ritorno di Cocciante al teatro musicale dopo il successo di Notre-Dame de Paris e vede il musicista collaborare nuovamente con Panella (i cui testi in italiano saranno utilizzati anche per eventuali rappresentazioni all'estero).
Un'anteprima dell'opera è stata presentata, dallo stesso Cocciante, il 16 settembre 2006 all'interno del Colosseo, mentre l'opera vera e propria ha debuttato il 1º giugno 2007 all'Arena di Verona, per poi dare il via ad una tournée italiana (Cocciante ha espresso il desiderio di realizzare una versione cinematografica dello spettacolo).
Lo spettacolo mantiene alcuni elementi caratteristici del lavoro precedente, prendendo le distanze dalla concezione tradizionale del musical tanto sotto il profilo drammatico-musicale che dal punto di vista dell'allestimento, realizzato in forma semiscenica (sebbene con una maggiore teatralità rispetto a Notre Dame de Paris) con canzoni e coreografie eseguite indipendentemente dai cantanti (quasi tutti tra i 15 e i 18 anni, che si alternano nei vari ruoli durante le varie serate) e dai ballerini e non da performer unici.
Per l'allestimento dello spettacolo, il regista Sergio Carrubba ha unito esperienze e professionalità provenienti dai vari settori dello spettacolo (cinema, teatro, tv, ...) per creare una nuova forma di allestimento ed un nuovo tipo di spettacolo, il "Cinema dal vivo" (creato in collaborazione con Pasquale Mari, light designer dell'opera).
Giulietta e Romeo per la prima volta al mondo presenta scenografie dinamiche animate e tridimensionali realizzate dal gruppo creativo Maximage Experience by Danny Rose diretto da Paola Ciucci (direttrice artistica dello spettacolo). Le scenografie sono infatti proiettate in 3D sulla scena (disegnata dallo scenografo Daniele Spisa). La scenografia interagisce infatti in tempo reale con il cast sul palco:
(Il Giornale)
I costumi sono realizzati da Gabriella Pescucci, già premio Oscar per L'età dell'innocenza di Martin Scorsese, mentre il cubano Narciso Medina Favier è autore delle coreografie.
In totale sono circa 400 le persone che hanno lavorato alla preparazione e alla produzione dell'opera popolare, tra cantanti, ballerini, musicisti, équipe di regia, di produzione e tecnici.
1 € per ogni biglietto dell'opera venduto nel mondo nei primi otto anni viene destinato all'AIRC (Associazione Italiana Ricerca sul Cancro).

## Trama
L'opera popolare racconta la storia di due giovani veronesi, Giulietta e Romeo, il cui amore è fortemente contrastato da due famiglie, i Capuleti e i Montecchi. I due giovani vivranno intensamente il loro amore, che però alla fine si trasformerà in un dolore atroce.
Differenze rispetto all'opera di Shakespeare;
- Mercuzio ha un ruolo fondamentale essendo un personaggio quasi onnisciente. Canta l'ouverture e guida l'incontro fra Romeo e Giulietta durante la festa a Casa Capuleti.
- Giulietta muore di crepacuore e non attraverso il pugnale come accade invece nella tragedia scritta da Shakespeare.
- Padre Capuleti è spesso in scena e rappresenta con Padre Montecchi l'odio fra le due famiglie. I personaggi delle madri non esistono.
- Tebaldo rasenta spesso la follia.

## Cast
Romeo: Marco Vito, Flavio Gismondi, Daniele Carta Mantigli 

Giulietta: Tania Tuccinardi, Alessandra Ferrari, Maria Francesca Bartolomucci, Denise Faro 

Mercuzio: Gian Marco Schiaretti, Francesco Capodacqua 

Benvolio: Angelo Del Vecchio, Damiano Borgi 

Tebaldo: Valerio Di Rocco, Gaetano Caruso 

Nutrice: Silvia Querci, Chiara Luppi 

Frate Lorenzo: Fabrizio Voghera, Luca Maggiore 

Padre Montecchi: Francesco Antimiani, Giuseppe Pellingra 

Padre Capuleti: Giuseppe Pellingra, Francesco Antimiani 

Principe Escalus: Alessandro Arcodia, Gaetano Caruso 

Clan Montecchi & Capuleti: Andrea Manganotto, Antonio Orler, Giacomo Salvietti, Nikolas Torselli, Alessio Spini, Luca Peluso, Valentina Beretta, Chantal Copello, Valentina Soncin, Scilla Zizifo, Damiano Bisozzi, Burim Cerloj (Rimi),Giovanni Fusco, Kal Guglielmelli, Elisa Petrolo

## Brani
I atto
1. Verona
2. L'affronto
3. Non l'odio, l'amore
4. Io amo e non so
5. Ragazze tra le stelle
6. Stanotte ho fatto un sogno
7. La regina della notte
8. La festa siamo noi
9. La festa della festa
10. La festa siamo noi (segue)
11. Ah... quell'amore
12. La festa siamo noi (segue)
13. C'è tutto sotto sotto
14. Gli occhi negli occhi
15. L'amore ha fatto l'amore
16. La mano nella mano
17. T'amo
18. Il nome del nemico
19. Chi sei?
20. Io, Romeo
21. Voglio vedere Giulietta
22. Il tuo nome
23. Notte più bella di tutte
24. Giulietta esiste
25. Tu sei
26. Maledizione benedizione

II atto
1. L'amore è fatto già
2. Nei fiori
3. Io vi benedico
4. Mercuzio, Tebaldo, le spade
5. Sono ferito
6. Com'è leggera la vita
7. Romeo, Tebaldo, le spade
8. Morte di Tebaldo
9. No, Verona, no
10. Lontano da Verona
11. Per rabbia e per errore
12. La notizia a Giulietta
13. Tu sei bandito
14. Quel respiro, la vita
15. Non è ancora giorno
16. Morto il mio cuore
17. Giulietta, io so quanto soffri
18. Festa presto
19. E se non mi svegliassi
20. Festa presto (segue)
21. Bambina mia
22. Stanotte
23. Il corpo di Giulietta
24. Morte di Romeo
25. Il cuore
26. Perché

## L'album
- Il cd Giulietta e Romeo, brani scelti (Edel AG, 0186952ERE) è uscito il 30 novembre 2007 e contiene 21 brani:[1]

1. Verona (Gian Marco Schiaretti)
2. L'affronto (Valerio Di Rocco, Angelo Del Vecchio, Alessandro Arcodia)
3. Io amo e non so (Marco Vito, Angelo Del Vecchio)
4. La regina della notte (Francesco Capodacqua)
5. La festa siamo noi (Maria Francesca Bartolomucci, Silvia Querci)
6. Gli occhi negli occhi (Gian Marco Schiaretti)
7. T'amo (Flavio Gismondi, Alessandra Ferrari)
8. Il nome del nemico (Chiara Luppi)
9. Chi sei (Alessandra Ferrari)
10. Io, Romeo (Marco Vito)
11. Tu sei (Marco Vito, Tania Tuccinardi)
12. Io vi benedico (Luca Maggiore)
13. Mercuzio, Tebaldo, le spade (Valerio Di Rocco, Francesco Capodacqua, Flavio Gismondi)
14. Com'è leggera la vita (Gian Marco Schiaretti)
15. Morte di Tebaldo (Valerio Di Rocco)
16. Lontano da Verona (Marco Vito)
17. Per rabbia e per errore (Damiano Borgi, Gaetano Caruso, Francesco Antimiani, Giuseppe Pellingra)
18. Quel respiro, la vita (Fabrizio Voghera, Silvia Querci)
19. Festa presto (Giuseppe Pellingra, Tania Tuccinardi, Chiara Luppi)
20. Morte di Romeo (Flavio Gismondi)
21. Il cuore (Tania Tuccinardi)

## Dibattiti
Sin dai tempi di Notre-Dame de Paris la definizione dell'opera popolare come genere teatrale è stato oggetto di accesi dibattiti tanto tra gli esperti di teatro musicale quanto tra gli stessi musicisti, puntualmente ripresentatesi in occasione di Giulietta e Romeo.
C'è chi nega la separazione tra musical e opera popolare, considerando velleitarie le pretese di autonomia e diversità concettuale, imputando inoltre agli autori l'incapacità di definire nettamente i caratteri e i confini del genere; accuse che Cocciante e i suoi sostenitori negano totalmente, sottolineando la diversa radice e la netta distinzione tra i due generi. In un'intervista rilasciata al Corriere della Sera, il musicista ha riaffermato con determinazione questa tesi, portando a sostegno le differenze stilistiche e concettuali e imputando al musical un linguaggio anacronistico e inadeguato al pubblico contemporaneo. Le dichiarazioni dell'artista hanno contribuito ad alimentare la querelle circa la natura dell'opera popolare. Ha destato particolare scalpore l'affermazione secondo cui "I musical hanno un linguaggio polveroso, che non ha legami col presente. È musica di 50 anni fa. Che non interessa i giovani. Sono dei riciclaggi", che ha scatenato accese polemiche da parte dei sostenitori di questo genere musicale.

## Date del tour
- 1-4 giugno 2007 (Verona, Arena)
- 15-16 giugno 2007 (Napoli, Arena Flegrea)
- 21-23 giugno 2007 (Lecce, Cave del Duca)
- 13-18 settembre 2007 (Verona, Arena)
- 4-7 ottobre 2007 (Milano, DatchForum)
- 18 ottobre-19 novembre 2007 (Roma, GranTeatro)
- 22-25 novembre 2007 (Rimini, 105 Stadium)
- 1-24 febbraio 2008 (Milano, PalaSharp)
- 7-9 marzo 2008 (Bologna, Palamalaguti)
- 4-6 aprile 2008 (Genova, Vaillant Palace)
- 10-13 aprile 2008 (Torino, PalaIsozaki)
- 22-25 maggio 2008 (Firenze, Nelson Mandela Forum)
- 31 maggio-2 giugno 2008 (Verona, Arena)
- 12-15 giugno 2008 (Pesaro, Adriatic Arena)